# Trifolium incarnatum
El trébol encarnado, escarlata o italiano (Trifolium incarnatum L.) es una especie de leguminosa que se utiliza como planta forrajera en Europa, Australia, Argentina, y EE. UU.

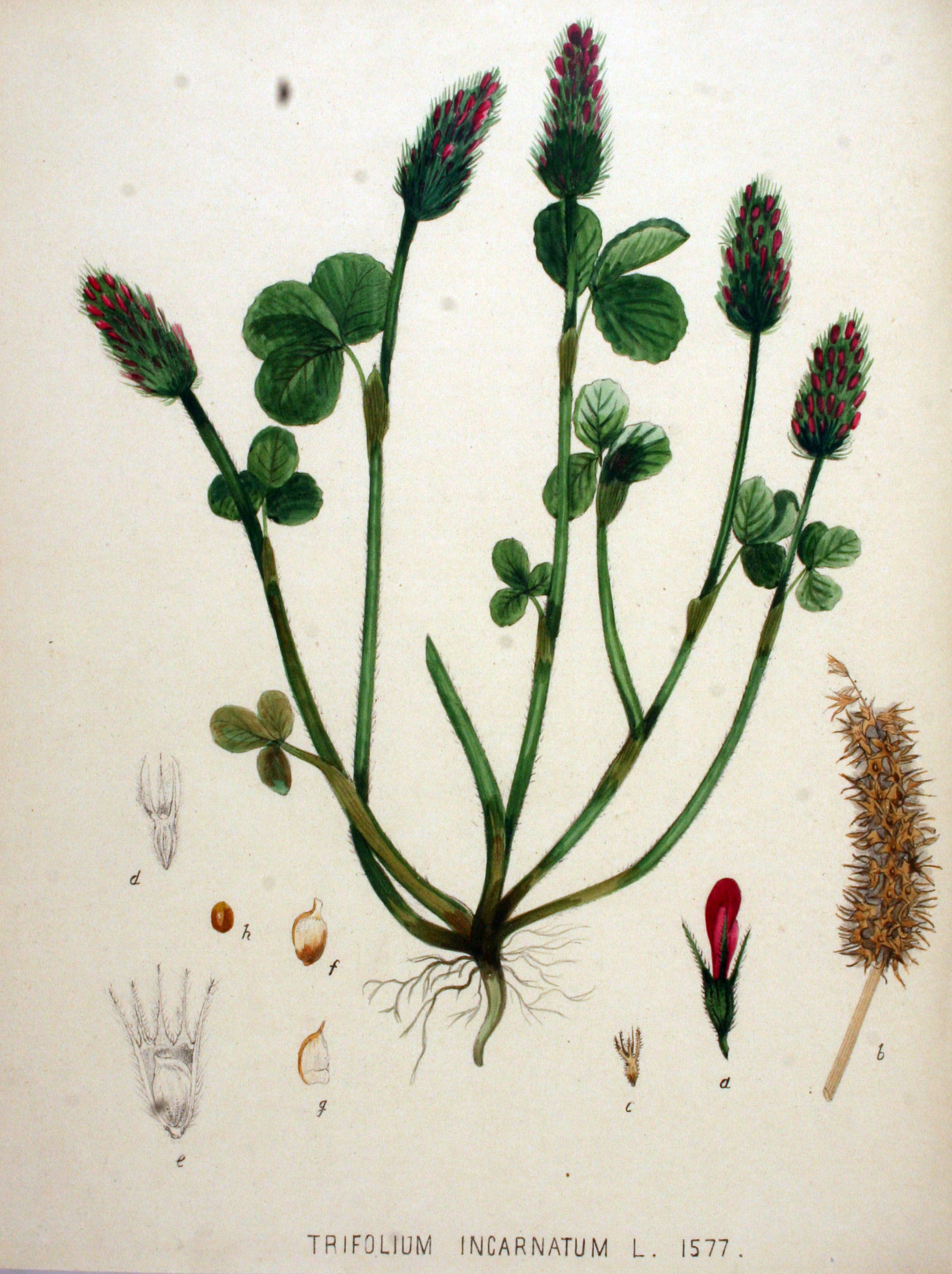
Ilustración

## Descripción
Es una planta herbácea anual, de hojas y tallos pelosos, que mide entre 20 y 50 cm.

Las hojas son trifoliadas, con los foliolos de forma oval ancha en la punta y estrechos en la base. 

La inflorescencia es cilíndrica, y está formada por 75 a 125 flores, que son pequeñas y de color rojo escarlata. Se abren sucesivamente desde la base hasta la punta de la inflorescencia. 

Las semillas son amarillentas y redondeadas. Un kilogramo contiene aproximadamente 330.000 semillas.

## Fisiología
Las semillas germinan rápidamente después de la siembra. Suele suceder que haya suficiente humedad para la germinación pero no para el posterior crecimiento de las plántulas, lo que acaba derivando en un fracaso de la siembra. Esto se debe a que el porcentaje de semillas duras en esta especie es muy bajo. Para solucionarlo, han aparecido variedades, como la Dixie, que producen más semillas duras.

El crecimiento de las plantas se produce en estado de roseta durante el otoño y el invierno, pasado el cual aparecen tallos florales erectos y peludos, en los que nacen las hojas, y que terminan en una inflorescencia. 

Las flores son autofértiles, pero no se autopolinizan, sino que necesitan la ayuda de abejas u otros insectos, que acuden en busca de néctar y sacuden las flores, de forma que se polinizan. 

La fecundación tiene lugar 18 horas después de la polinización, y la corola se marchita. La semilla madura en 24 a 30 días, después de lo cual se desprende con facilidad y la planta muere.

## Distribución y adaptación

### Requerimientos ambientales
Es una planta de día largo: florece cuando la longitud del día es de unas 12 horas.

Temperatura: es resistente tanto al frío como al calor. Su temperatura óptima de germinación está entre los 15 y los 20 °C. 

Agua: requiere 300-500 mm de lluvia.

Suelos: acepta texturas tanto arenosas como francas, pero puede tener problemas en suelos arcillosos porque necesita un buen drenaje. Aguanta un pH de entre 5,5 y 7,5, pero el óptimo es 6,5. Requiere suelos fértiles, y no tolera suelos salinos.

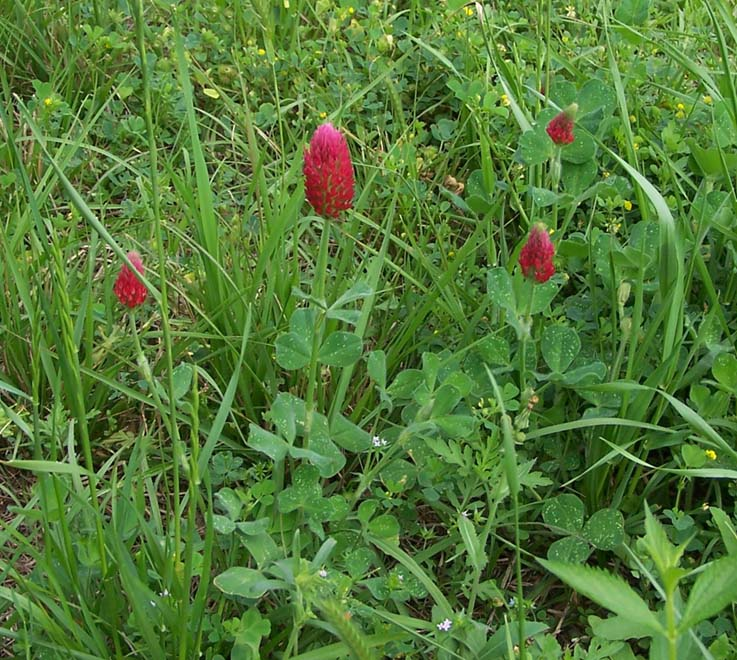
Trifolium incarnatum

### Distribución
Es nativa del sur de Europa y del Cáucaso. 

Se cultiva casi exclusivamente en el sur y la osta oeste de EE. UU. (California principalmente). En menor medida, también se cultiva en el sur de Europa y en Australia y Nueva Zelanda. 

En España, se cultiva en la zona norte y oeste de la península y en el País Vasco.

## Interés y aprovechamiento forrajero
Tiene interés como cultivo anual invernal, para aportar forraje de buena calidad a la salida del invierno. El mejor aprovechamiento es la siega al inicio de la floración, ya que se adapta mal al pastoreo por su crecimiento erecto y debido a que los animales tienden a comerse las inflorescencias, lo que reduce la producción de semillas.

Puede aportarse en verde, o, preferentemente, conservarse mediante henificación o ensilado.

Tiene una buena palatabilidad, aunque no se debe recoger después del fin de la floración, ya que los pelos de las espigas y los tallos se vuelven rígidos y pueden dañar a los animales cuando los ingieren. Su calidad nutricional es buena debido a su alto contenido proteico, sin embargo, puede provocar meteorismo si se consume con avidez.

### Variedades
Se han desarrollado variedades que son capaces de resembrarse, gracias a su mayor porcentaje de semillas duras. Algunas son:
- Dixie: desarrollada por el Departamento de Agricultura de los Estados Unidos. Fue la primera variedad comercial y es la más utilizada.
- Auburn: procede del sur de Estados Unidos.
- Autaga.
- Chief.
- Talledaga.

Las variedades Dixie, Auburn y Autaga tienen características similares, mientras que Chief y Talledaga son de maduración más tardía.

Las semillas de variedades con capacidad de resiembra no son distinguibles a las del trébol escarlata común.

## Agronomía y manejo
La siembra se realiza en octubre, intentando aprovechar la lluvia para sembrar inmediatamente antes o justo después, lo que aumenta el número de semillas germinadas. La dosis de siembra es de 10-20 kg/ha, la dosis inferior se aplica en mezcla.
Se puede sembrar mezclado con Trifolium subterraneum, aunque esta mezcla se usa poco, ya que no aporta ninguna ventaja a la mezcla de trébol subterráneo con otros tréboles.
En el norte de España se cultiva solo, o mezclado con gramíneas de crecimiento rápido como Lolium perenne, para evitar el riesgo de meteorización.
La producción oscila entre 15 y 20 toneladas de materia verde por hectárea, o de 4 a 5 toneladas de heno, dependiendo del clima y las condiciones de cultivo.

## Otros usos
Se emplea también como abono verde, enterrando la biomasa vegetal en plena floración para mejorar la calidad nutricional de los suelos pobres. Aunque ha sido un cultivo en regresión, al igual que otras leguminosas forrajeras, la implantación de prácticas agronómicas sostenibles está favoreciendo la recuperación de esta especie.

En algunas zonas de Estados Unidos es utilizado en bordes de carreteras para controlar la erosión.

## Taxonomía
Trifolium incarnatum fue descrita por Carlos Linneo y publicado en Species Plantarum 2: 769. 1753.
Citología
Número de cromosomas de Trifolium incarnatum (Fam. Leguminosae) y táxones infraespecíficos: 2n=14
Etimología
Trifolium: nombre genérico derivado del latín que significa "con tres hojas".
incarnatum: epíteto latino que significa "de color rosa carneo"
Sinonimia
subsp. molinerii (Hornem.) Syme
- Trifolium molinerii Hornem.
- Trifolium stramineum C.Presl[5]

## Nombre común
- Castellano: farrucha, ferrol, heno, tefla, trifolio encarnado, trébol encarnado (9), trébol rojo.[6]